# Armenske dram
Armenske dram (tegn: Դ; armensk: Դրամ; kode: AMD) er Armeniens og Nagorno-Karabakhs valuta og er inddelt i 100 luma. Ordet dram kan sidestilles med det græske drakme og betyder ganske enkelt "penge". Den første periode i armensk historie, hvor man benyttede en valuta kaldet dram, var i perioden fra 1199 til 1375 i form af sølvmønter. Den moderne armenske dram indførtes den 22. november 1993, hvor én dram erstattede 200 russiske rubler. Den armenske dram er ikke bundet til en anden valuta og værdisættes derfor frit.